# Болычевский сельский округ
Болычевский сельский округ — упразднённая административно-территориальная единица, существовавшая на территории Волоколамского района Московской области в 1994—2006 годах.
Болычевский сельсовет был образован в составе Осташёвского района 14 июня 1954 года путём объединения Карачаровского и Хатанковского с/с.
7 декабря 1957 года Осташёвский район был упразднён и Болычевский с/с был передан в Можайский район. Однако уже 31 декабря Болычевский с/с был передан в Волоколамский район.
5 февраля 1975 года в Болычевском с/с были сняты с учёта селения Копцево, Красная Зорька, Сальки и Сославино.
23 июня 1988 года была снята с учёта деревня Макарово.
3 февраля 1994 года Болычевский с/с был преобразован в Болычевский сельский округ.
28 октября 1998 года посёлок рыбхоза «Осташёвский» Болычевского с/о был переименован в Тяженку.
В ходе муниципальной реформы 2005 года Болычевский сельский округ прекратил своё существование как муниципальная единица. При этом все его населённые пункты вошли в сельское поселение Осташёвское.
29 ноября 2006 года Болычевский сельский округ исключён из учётных данных административно-территориальных и территориальных единиц Московской области.